# 3527 McCord
3527 McCord је астероид главног астероидног појаса чија средња удаљеност од Сунца износи 2,291 астрономских јединица (АЈ).
Апсолутна магнитуда астероида је 13,0.